# Skała Bukowa
Skała Bukowa – skała na orograficznie prawym zboczu Doliny Szklarki, w obrębie miejscowości Szklary w województwie małopolskim, w powiecie krakowskim, w gminie Jerzmanowice-Przeginia.
Skała Bukowa znajduje się w tym samym wzniesieniu, co Chochołowe Skały, ale w odległości około 100 m na południe od nich w niewielkim lesie. Jest to grupa zbudowanych z wapienia kilku skał (ostańce wierzchowinowe) o wysokości kilku metrów. Zamontowano na niej metalowy krzyż na murowanym z kamienia postumencie. W odległości około 6 m na północny wschód od tego krzyża, u podstawy Skały Bukowej znajduje się otwór jaskini Pośredni Awen.

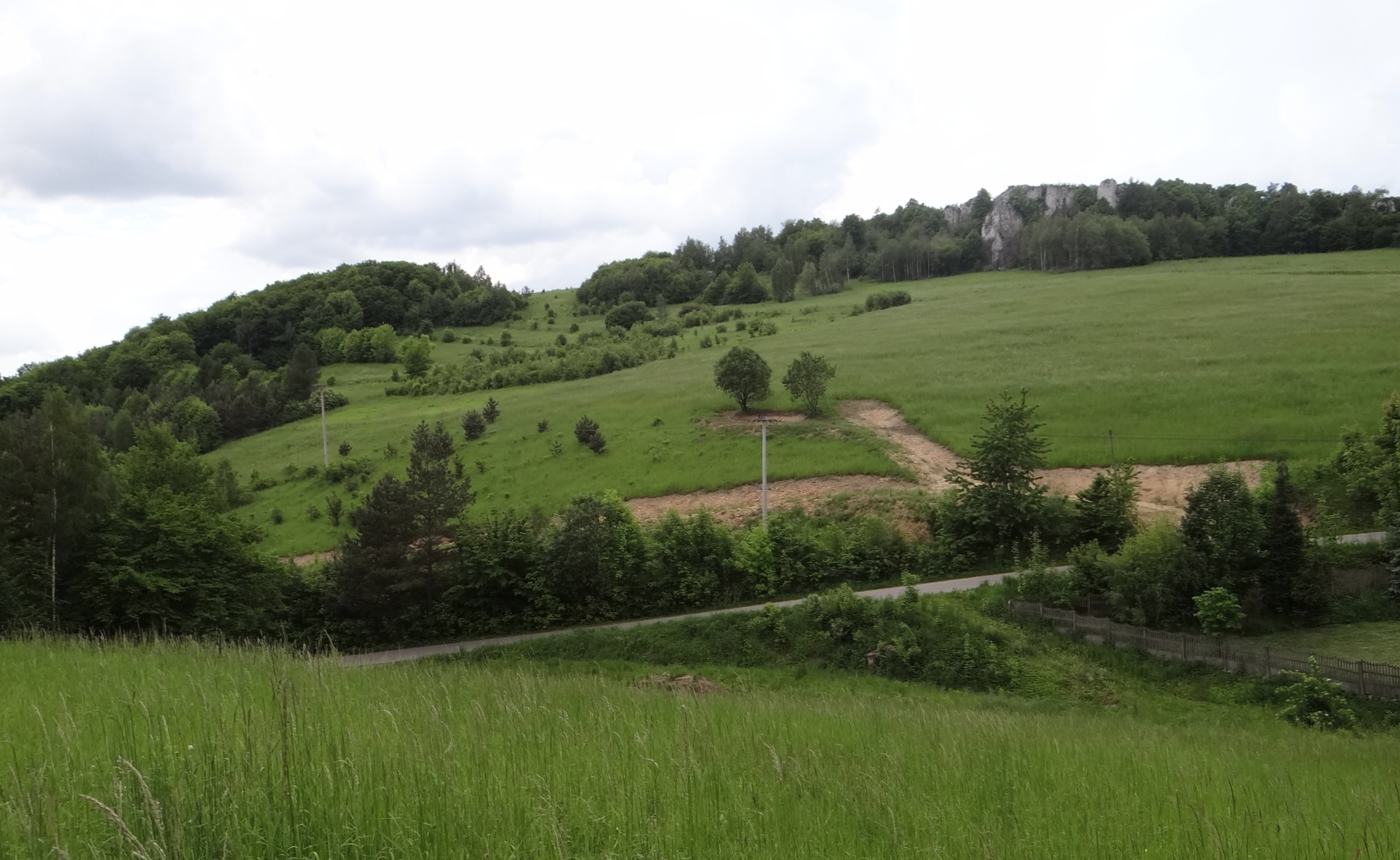
Bukowa Skała i Chochołowe Skały
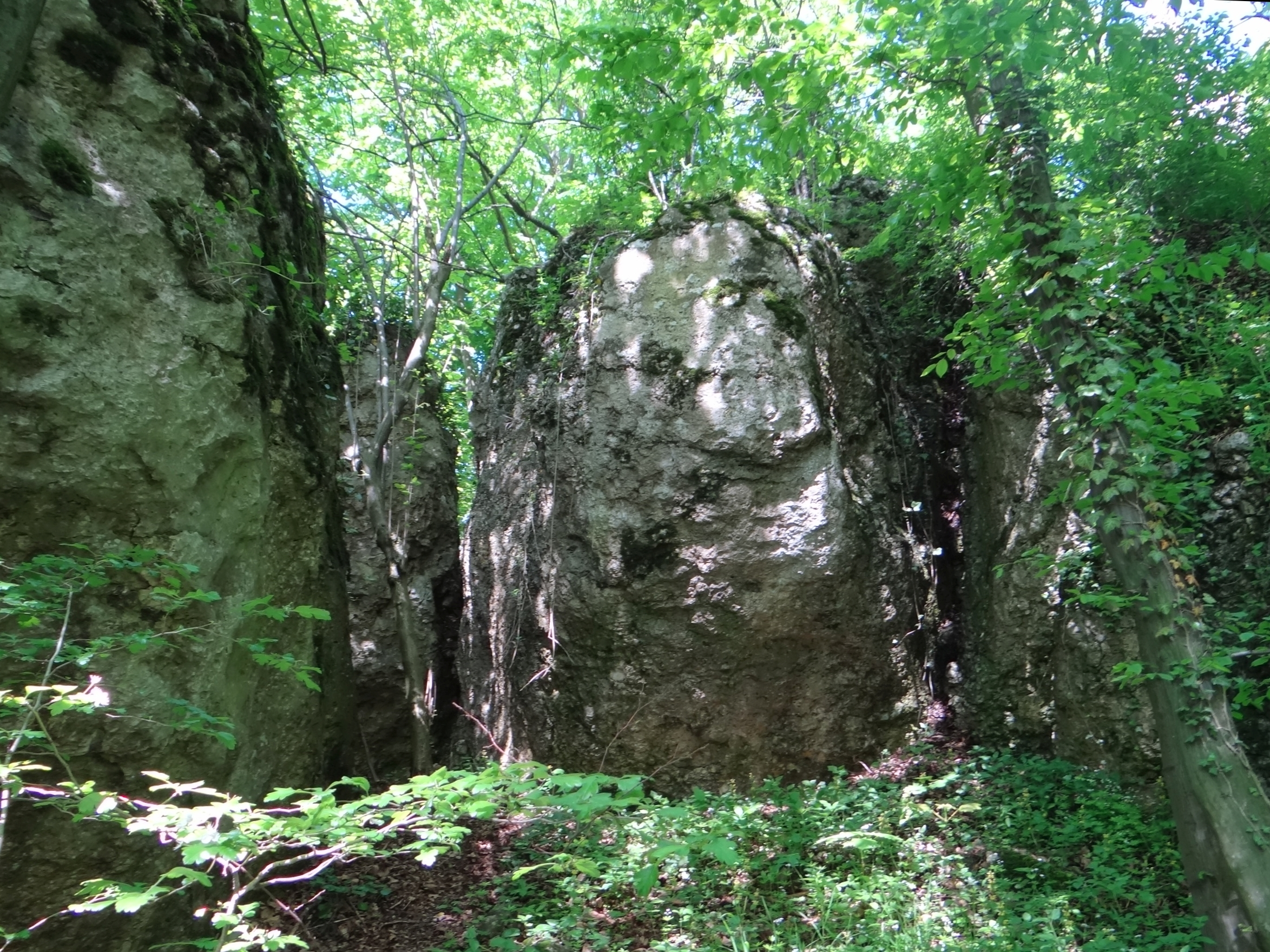
Bukowa Skała
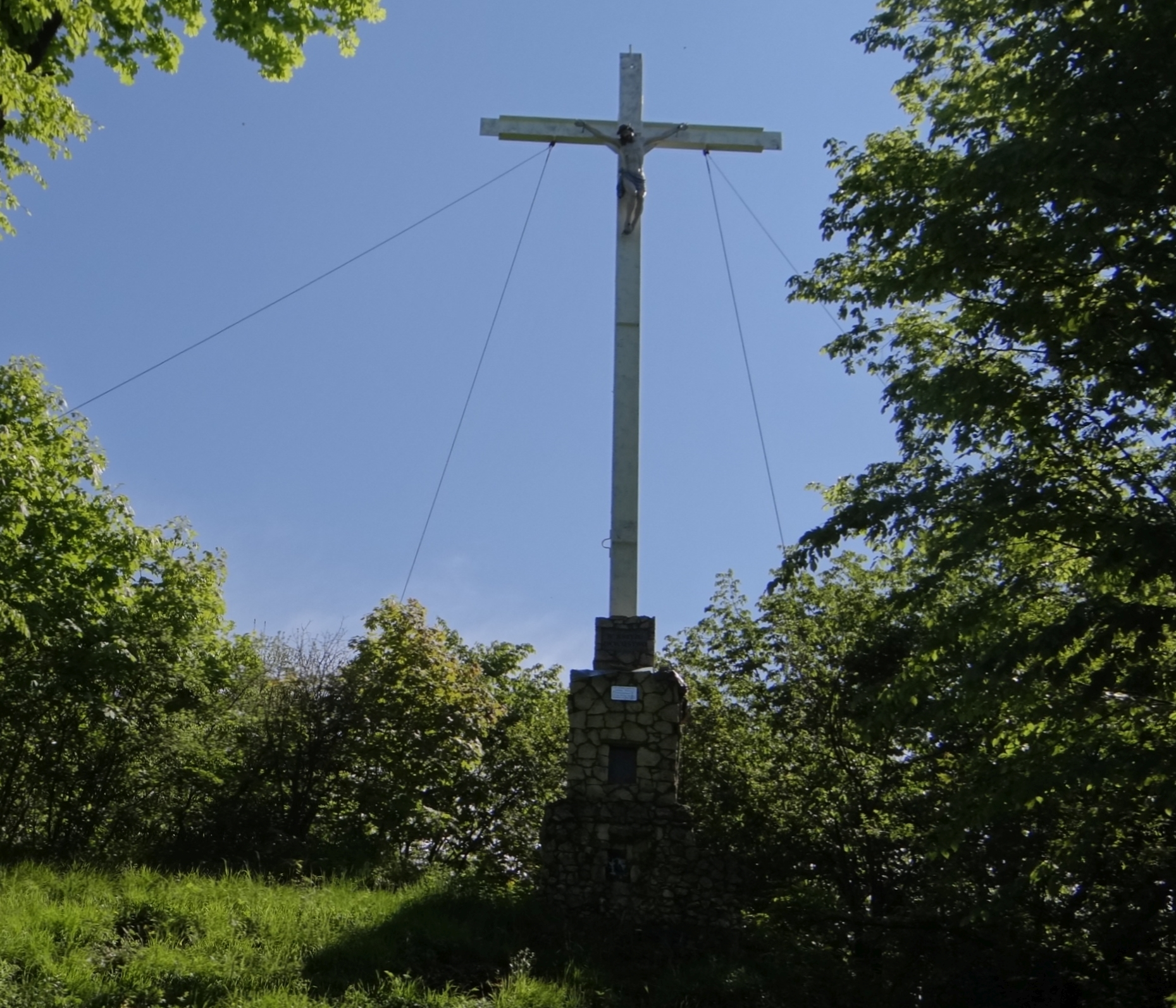
Krzyż na szczycie
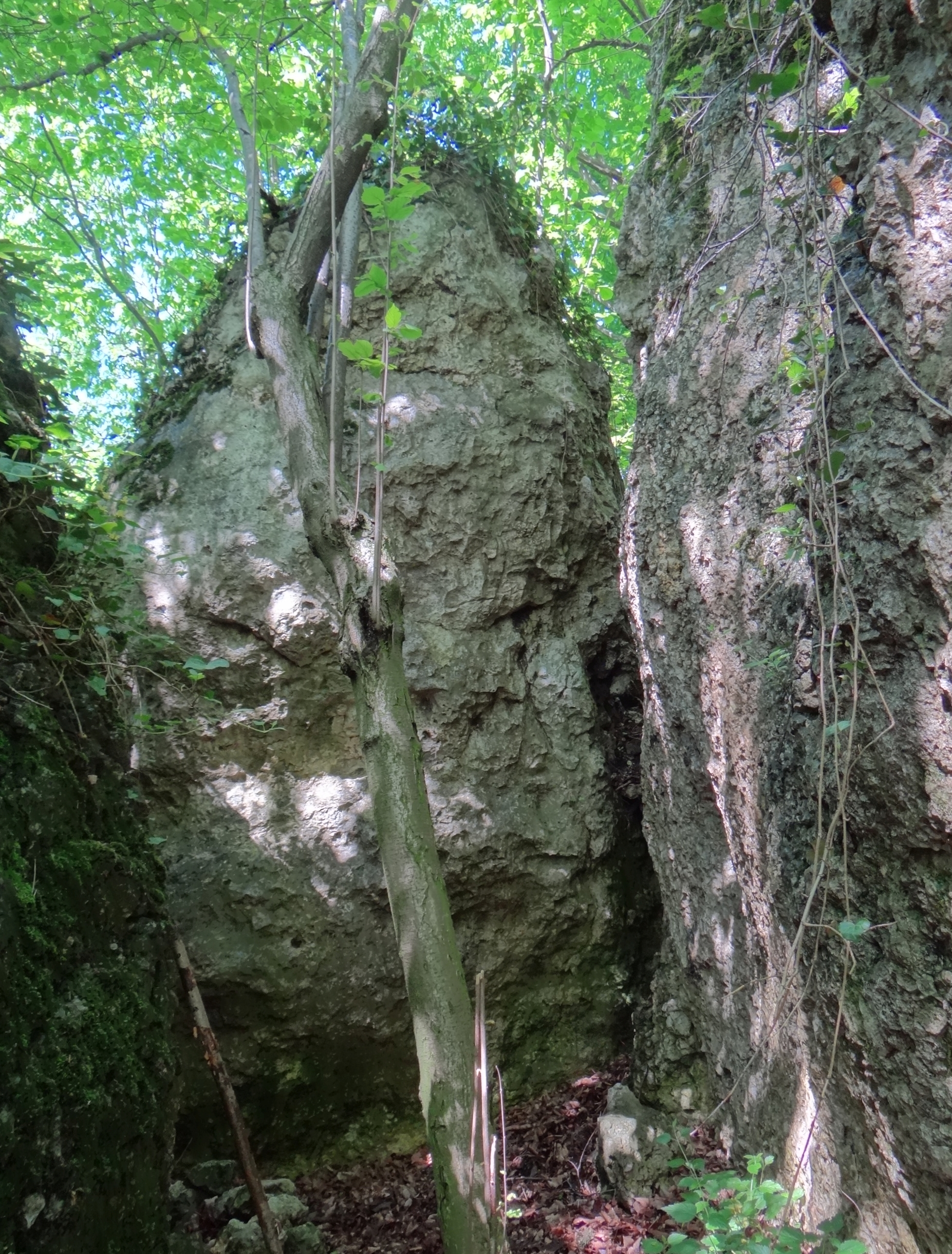
Bukowa Skała
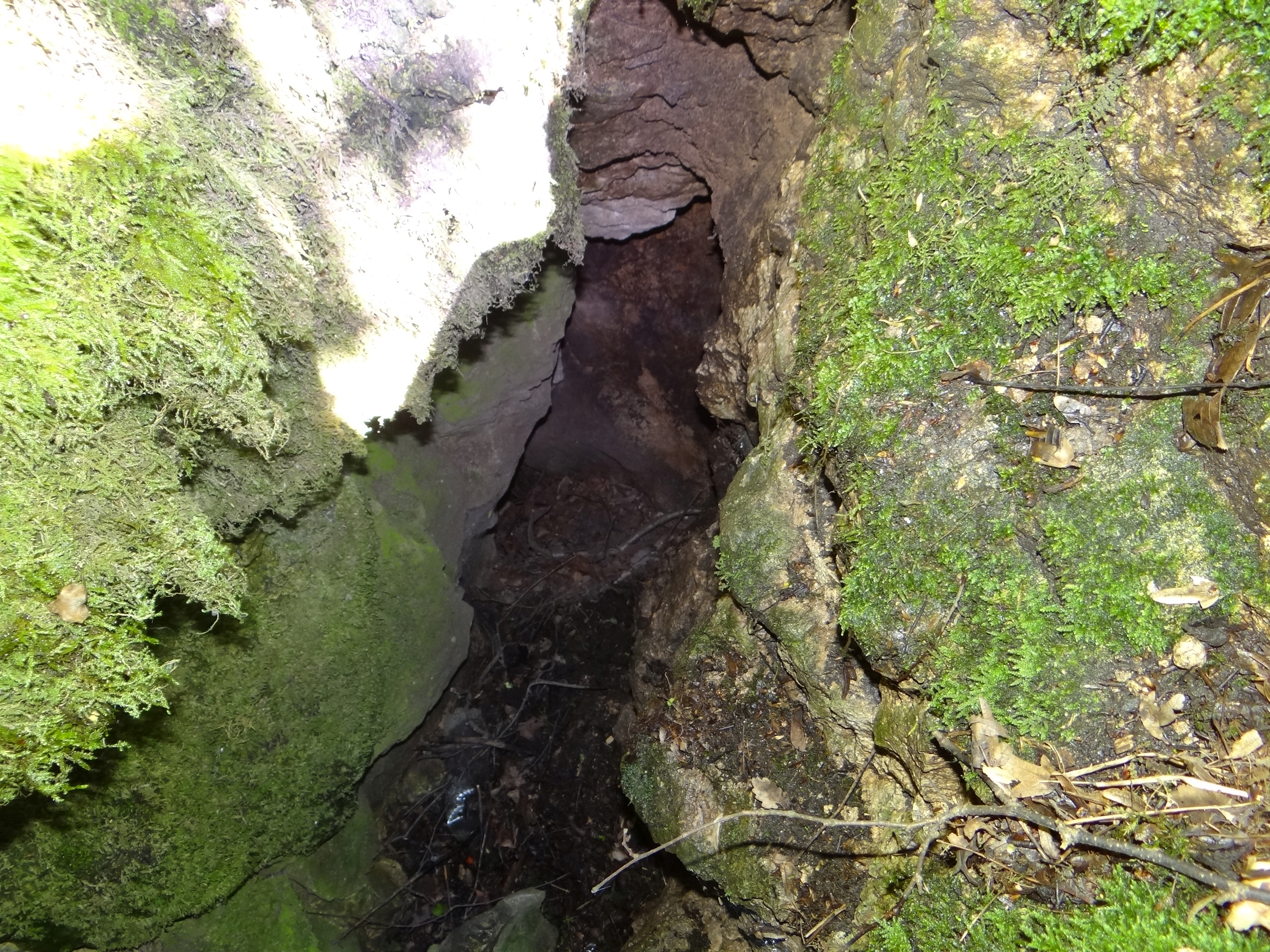
Jaskinia Pośredni Awen